# Don Juan de Austria (1887)
«Дон Хуан де Австрія» був побудований на військово-морській верфі в Картахені, Іспанія.
Крейсер названий на честь Хуана Австрійського, військового діяча Іспанської імперії 16 століття, командувача силами Священної ліги у битві з османським флотом при Лепанто.

## Конструкція
Його кіль був закладений у 1883 році, а корабель був спущений на воду 23 січня 1887 року. Крейсер був закінчений в 1888 або 1889 роках. У нього була одна досить висока труба. Корабель мав металевий корпус і був оснащений вітрилами як барк.

## Історія служби
До місця призначення на Філіппінах вирушив разом з двома іншими незахищенними крейсерами «Кастілья» та «Дон Хуан де Ульйоа» під загальним командуванням капітана першого рангу Мануєля де ла Камара.
Коли Азійська ескадра ВМС США під командуванням комодора Джорджа Дьюї атакувала рано вранці 1 травня 1898 року в битві біля Манільської затоки,«Дон Хуан де Австрія» був на самому кінці лінії іспанського командувача, контрадмірала Патрісіо Монтохо і Пасарона. Крейсер о 04:45 був першим іспанським кораблем, який побачив наближення американських військових кораблів. Ескадра Дьюї зробила серію повільних проходів для обстрілів іспанської ескадри.

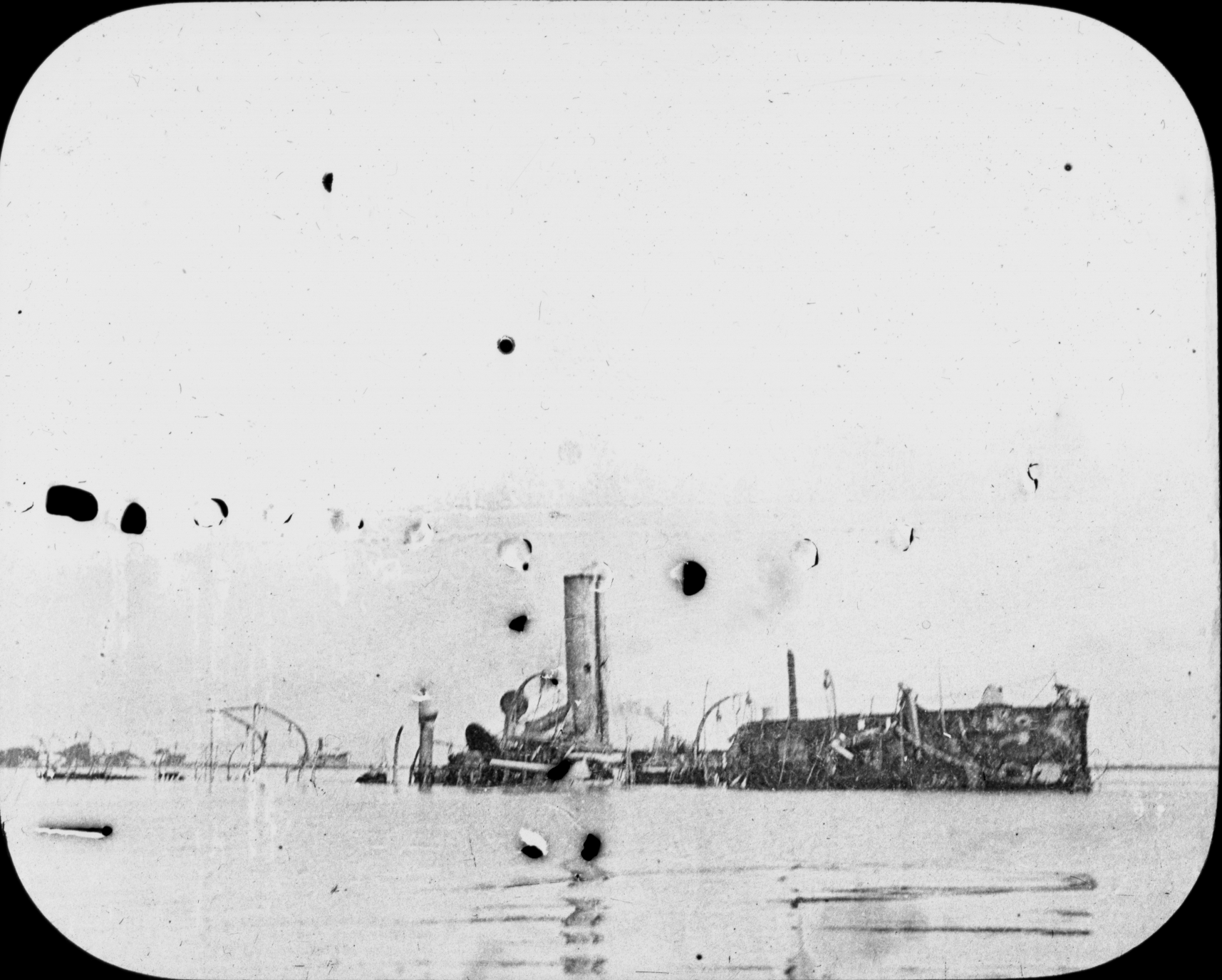
Розбитий «Дон Хуан де Австрія» (1889) після битви в Манільській затоці в 1898 році.

«Дон Хуан де Австрія» почав невдалу спробу зблизитися з американськими військовими кораблями. Зазнаючи все більшої шкоди, оскільки на неї потрапляло все більше і більше американських снарядів, вона прийшла на допомогу «Кастілья», коли цей крейсер загорівся і екіпаж його покинув. Коли флагман Монтохо, незахищений крейсер «Реїна Крістіна», також був виведений з ладу, ескадра Дьюї зосередила вогонь на «Дон Хуан де Астурія». З пробитим корпусом і зламаним рульовим керуванням, крейсер затопили на мілководді, верхня частина корабля залишилась над водою. Після бою абордажна партія з канонерського човна «Петрел» піднявся на борт і підпалив розбитого «Дон Хуана Австрійського».
Після війни ВМС США підняли та врятували «Дон Хуан де Австрія» та включили його до складу ВМС США у 1900 році як канонерський човен під тим же ім'ям.